# Thermopliage
 (septembre 2016).
Si vous disposez d'ouvrages ou d'articles de référence ou si vous connaissez des sites web de qualité traitant du thème abordé ici, merci de compléter l'article en donnant les références utiles à sa vérifiabilité et en les liant à la section « Notes et références ».
Le thermopliage est une méthode de pliage de certains matériaux dits thermoplastiques par chauffage local. Le matériau s'assouplit en se réchauffant, autorisant ainsi sa mise en forme.
La machine servant à cette opération est une thermoplieuse. Cette machine est composée d'une résistance et d'une plaque amovible fixée à une surface équipée d'un étau pour immobiliser la pièce à plier. 

## Méthodes alternatives de thermopliage
Attention! Les techniques proposées ici sont dangereuses, protégez vos mains et vos yeux!
Si on ne dispose pas de thermoplieuse, il existe plusieurs méthodes pour assouplir et plier un plastique:
- Un souffle d'air chaud (provenant d'une décapeuse thermique ou d'un sèche-cheveux).
- La flamme d'un briquet ou d'un chalumeau.
- L'effet joule dans un fil de cuivre de section suffisante et avec une alimentation adaptée aux courts-circuits.